# Plosogenuk
Plosogenuk is een bestuurslaag in het regentschap Jombang van de provincie Oost-Java, Indonesië. Plosogenuk telt 4216 inwoners (volkstelling 2010).